# Wilson Pérez
Wilson Enrique Pérez Pérez, född 9 augusti 1967, är en colombiansk före detta professionell fotbollsspelare som spelade som högerback för fotbollsklubbarna América de Cali, Deportivo Unicosta, Independiente Medellín, Millonarios och Junior mellan 1985 och 2001. Han spelade också 47 landslagsmatcher för det colombianska fotbollslandslaget mellan 1989 och 1997.
Pérez vann fyra ligamästerskap med América de Cali (1985, 1986, 1990 och 1992).